# Jürgen Drews (Mediziner)
Jürgen Ernst Drews (* 16. August 1933 in Berlin; † 8. August 2024 in Feldafing) war ein Facharzt für Innere Medizin und Molekularbiologe.

## Leben und Werk
Drews wuchs in Berlin auf. Während des Zweiten Weltkrieges lebte er zeitweise bei Hirschberg im Riesengebirge. Drews war als Austauschschüler in Princeton. Nach dem Abitur 1952 studierte er zunächst Volkswirtschaftslehre in Berlin. Nachdem er feststellte, dass ein VWL-Studium nichts für ihn war, wechselte er zum Studium der Medizin, das er ebenfalls in Berlin  und auch in Innsbruck absolvierte. 1959 machte er sein Staatsexamen, danach erfolgte ein Einsatz als Assistenzarzt an Kliniken in Berlin. Ebenfalls 1959 promovierte er in Medizin. Nach einer Mitarbeit im medizinischen Forschungszentrum der Yale-University in den USA erfolgte 1968 in Heidelberg seine Habilitation.
Drews war ab 1970 als wissenschaftlicher Leiter beim Sandoz Forschungsinstitut Wien tätig und wurde dort 1973 zum außerplanmäßigen Professor ernannt. Ab 1985 war er Leiter der Pharmaforschung und ab 1986 Leiter der gesamten (globalen) Forschung der Hoffmann-La Roche AG tätig. Während dieser Zeit erwarb Hoffmann La Roche die amerikanische Biotechfirma Genentech. Drews wurde Mitglied des Genentech Aufsichtsrates. Innerhalb der pharmazeutischen und der Biotech Industrie, aber auch darüber hinaus wurde Drews für seine strategischen Analysen dieser Industrien bekannt. In einer Vielzahl von Publikationen forderte er eine stärkere Forschungsorientierung der Pharmaindustrie, die sich seiner Ansicht nach zu wenig innovativ verhielt. Drews konnte das von ihm so bezeichnete Innovationsdefizit auch quantitativ nachweisen. Nach Beendigung seiner Tätigkeit bei Roche (1998) wurde er Aufsichtsratsmitglied bei einigen weiteren Biotechnologieunternehmen in der Schweiz, in Deutschland und in den USA. Außerdem war er Mitgründer der Biomedicine Management Partners, GmbH mit Sitz in Basel.
Von 2001 bis 2004 betreute er als Manager einen Fonds für Biotechfirmen bei der Bear Stearns Health Innoventures, LLC. (USA). Er war Aufsichtsrat bei Morphosys, bei der Aggenix AG und bei Human Genome Science, Inc.
Seine Bücher Die verspielte Zukunft (Birkhäuser) und In Quest of Tomorrow's Medicines (Springer, New York) fanden weite Verbreitung. Neben der Tätigkeit als Sachbuchautor schrieb Jürgen Drews auch belletristische Bücher: Gedichte, Kurzgeschichten und den utopischen Roman El Mundo oder die Leugnung der Vergänglichkeit Verlag Books on Demand GmbH sowie die Novelle Menschengedenken, ebenfalls bei BoD.
Jürgen Drews hat mehr als 300 wissenschaftliche, wissenschafts- und wirtschaftspolitische Publikationen in internationalen Fachzeitschriften sowie in prominenten Wochen- und Tageszeitungen veröffentlicht.